# Udenhausen (Wüstung)

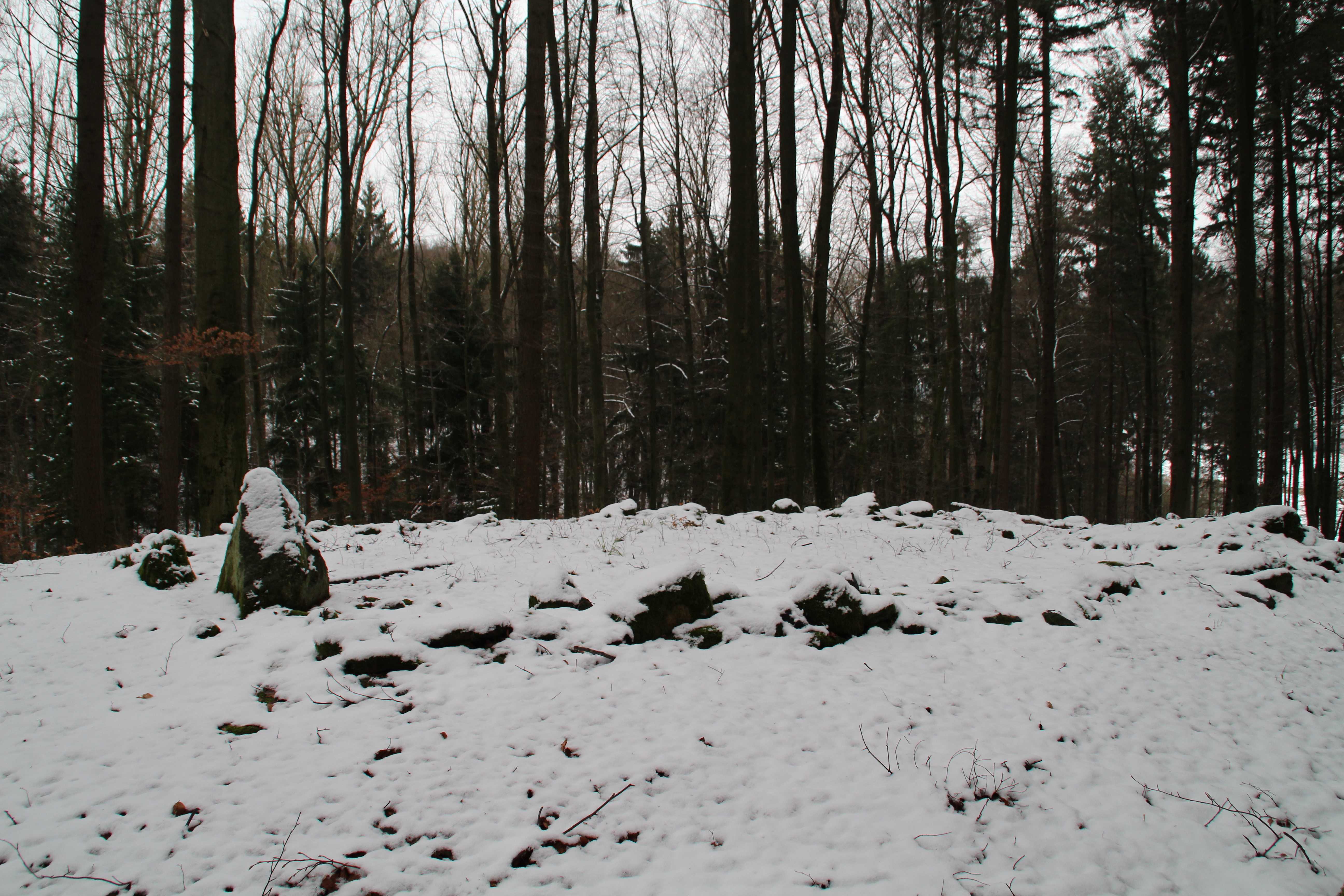
Grundmauern der Kirche

Udenhausen ist eine ehemalige, gegen Ende des 14. Jahrhunderts wüst gefallene Dorfsiedlung in der Gemarkung von Roßberg, einem Ortsteil der Gemeinde Ebsdorfergrund im Landkreis Marburg-Biedenkopf in Mittelhessen. 

## Lage
Der Ort lag 1,5 km südlich von Roßberg, westlich der Landesstraße L 3125 von Roßberg nach Wermertshausen, auf 354 m Höhe über NHN in einem kleinen Tal im heutigen Staatsforst Roßberg. Die bis zu 1,25 m hohen Mauerreste der einstigen kleinen Kirche befinden sich auf einem leichten Geländesporn unmittelbar nördlich der ehemaligen Dorfsiedlung. Außerdem erinnern der Flurname „Uthenheußer Wiesen“ sowie viele im umliegenden heutigen Waldgelände zu findende Flurrelikte wie Ackerterrassen und Lesesteinhaufen an das verlassene Dorf.

## Geschichte
Das Dorf ist um 1130 als Votenhusun erstmals erwähnt, Keramikfunde aus dem 8. bis 14./15. Jahrhundert im Siedlungsbereich und in der Flur deuten jedoch auf eine schon wesentlich frühere Besiedlung hin.
Zum Zeitpunkt seiner Ersterwähnung gehörte das Dorf mitsamt dem Zehnten zur Villikation (Hofverband) Ebsdorf des Mainzer Stifts St. Stephan. Ab 1249 waren die Einkünfte der Villikation an die hessischen Landgrafen verpachtet. In der Folge erwarben auch das Kloster Caldern und das Erzstift Mainz Güterbesitz und Einkünfte in Udenhausen. Das Dorf wurde gegen Ende des 14. Jahrhunderts verlassen; im Jahre 1388 wurde nur noch ein Bewohner genannt. 

## Kirche

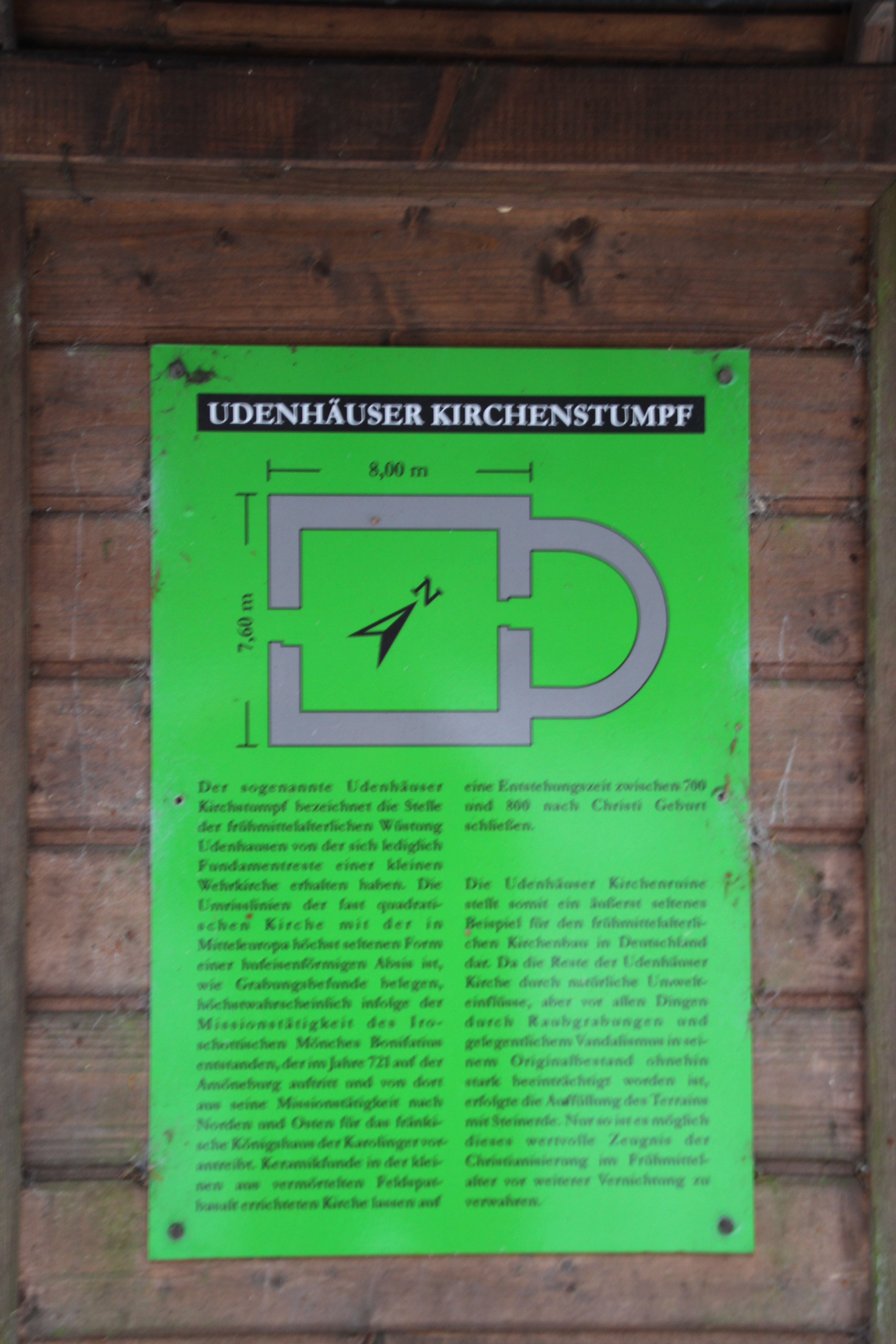
Hinweisschild beim Kirchenstumpf

Bis der Marburger Geschichtsverein im Jahre 1916 erste Ausgrabungen durchführte, waren von der anhand der Flurbezeichnung „Uthenheußer Wiesen“ schon länger dort vermuteten Siedlung keine baulichen Reste zu sehen. Grabungen 1916, 1961–1963 und 1986 brachten neben vielerlei Keramikscherben vor allem die Reste einer kleinen Saalkirche zum Vorschein. Der Kirchenraum war nahezu quadratisch, mit einer äußeren Seitenlänge von nur etwa 7,5 m. Der Innenraum war verputzt. Den Eingang bildete ein 1,3 m hoher Monolith (wahrscheinlich ein vorgeschichtlicher Menhir, siehe Menhir von Roßberg) aus Basalt, in den eine Türangel eingearbeitet war. Vom Hauptraum durch eine Mauer mit relativ schmalem Durchgang abgetrennt war ein Apsisanbau mit hufeisenförmigem Grundriss von 6 m Breite und 5 m Tiefe; an der Ostwand der Apsis befand sich der nicht mehr erhaltene Altarunterbau. Die um die Ruine herum liegenden Bruchsteine sind keine ursprünglichen Mauerreste, sondern Relikte der Ausgrabungen der 1960er Jahre.
Schriftliche Quellen zum Kirchenbau fehlen. Der einfache Grundriss deutet auf die Karolingerzeit. Die Kirche war ursprünglich wohl Pfarrkirche, war dann aber spätestens ab 1222 nach Ebsdorf eingepfarrt.